# Barometrické měření výšky

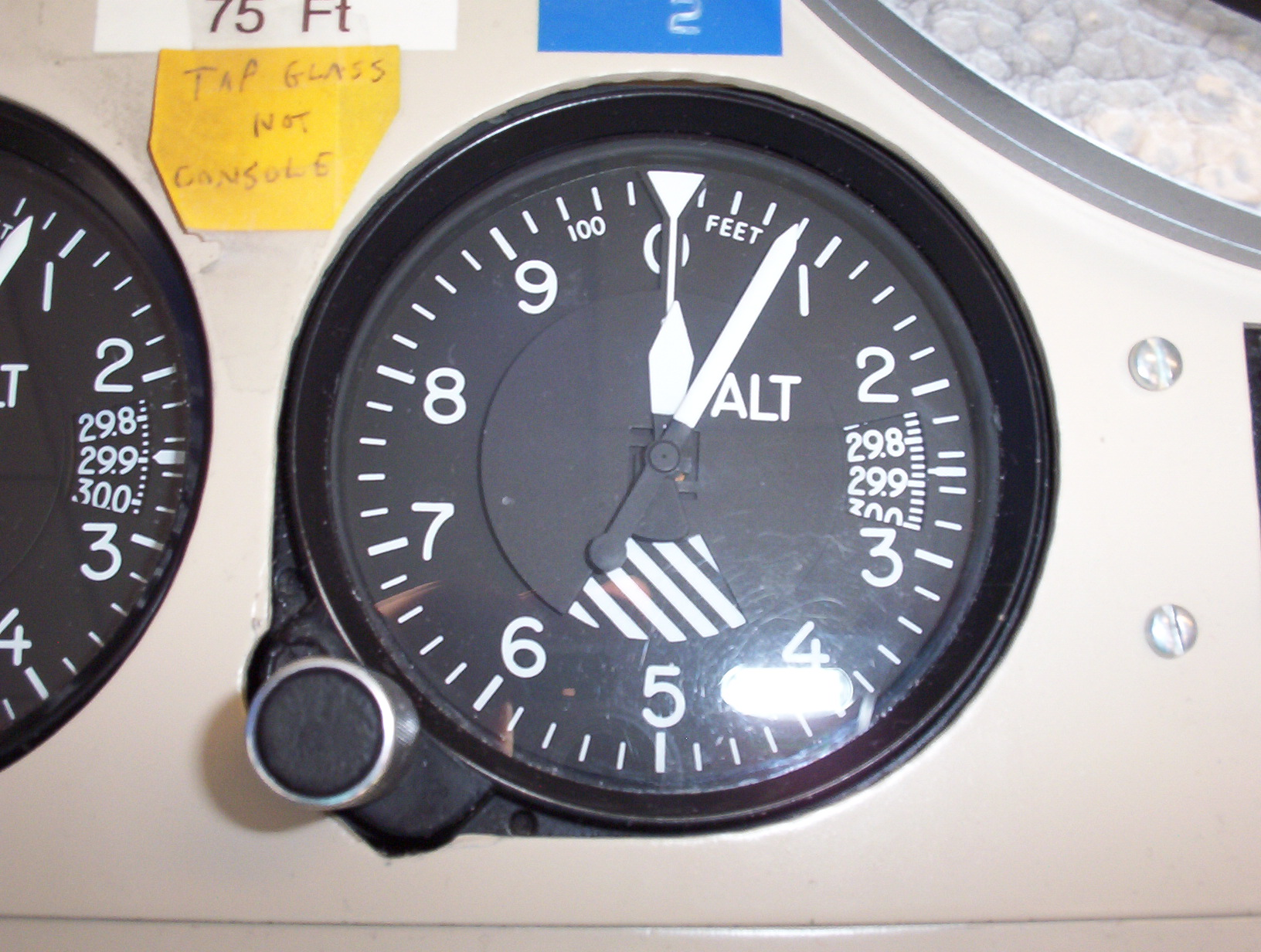
Letecký barometrický výškoměr

V praxi se využívá mnoho přístrojů založených na změně barometrického tlaku. Nepostradatelným přístrojem používaným zejména v letectví je barometrický výškoměr. Pro matematickou interpretaci změny tlaku v závislosti na výšce aplikované na modelovou atmosféru se vychází z několika předpokladů:

- Skutečná teplota T se nahrazuje průměrnou teplotou Ts celé atmosféry mezi dvěma hladinami, z nichž v dolní je tlak p0 a v horní pz.

kde ts je průměrná teplota vrstvy [°C].
- Změna tíhového zrychlení v závislosti na nadmořské výšce a zeměpisné šířce se stanoví

kde {\displaystyle \varphi } je zeměpisná šířka, h je nadmořská výška, gn je tíhové zrychlení na 45° z.š. na hladine moře.  Tíhové zrychlení směrem k rovníku a se stoupající nadmořskou výškou klesá.

## Laplaceův barometrický vzorec
kde
| z                       | je výška nad výchozí hladinou                                                |
| 18464                   | je barometrický koeficient pro střední Evropu                                |
| {\displaystyle \alpha } | je koeficient teplotní roztažnosti vzduchu, {\displaystyle \alpha =0,003661} |
| t                       | je teplota vzduchu [°C]                                                      |
| p0                      | je tlak vzduchu ve výchozí hladině                                           |
| p                       | je tlak vzduchu ve výšce z                                                   |

Laplaceův vzorec se velice často používá ve zkrácené formě bez členů udávajících změnu tíhového zrychlení.

## Babinetův vzorec
Za předpokladu, že rozdíl uvažovaných výškových hladin není příliš velký, lze použít Babinetův vzorec:

kde
| tm | je průměrná teplota mezi dvěma hladinami [°C] |
| a  | p0 > p1                                       |

Vzorec odvodil kolem roku 1850 francouzský fyzik J. Babinet. Přesnost vzorce je nepřímo úměrná vzdálenosti uvažovaných hladin. Z tohoto důvodu lze tento vzorec uspokojivě použít pouze v případech, kdy vzdálenost obou hladin nepřekračuje 1000 m.